# The Mermaid – Lake of the Dead
The Mermaid – Lake of the Dead (russisch Русалка. Озеро мёртвых, Russalka. Osero mjortwych) ist ein russischer Horrorfilm mit Fantasy-Elementen aus dem Jahr 2018 von Swjatoslaw Podgajewski.

## Handlung
Das junge Paar Marina und Roma steht kurz vor ihrer Hochzeit. Romas Freunde organisieren in einem Haus in der Nähe eines Sees, in dem in der Vergangenheit unter mysteriösen Umständen seine Mutter ertrank, seinen Junggesellenabschied. Am Abend kann Roma wegen eines vorangegangenen Streits mit Marina nur an seine zukünftige Frau denken und sucht daher Abstand von seinen Freunden und der Party. Er läuft zum See hinunter und nutzt –  als angehender Schwimmprofi – die Gelegenheit und trainiert im See. Beim Ausstieg aus dem Wasser wird er auf eine junge Frau aufmerksam. Er fühlt sich seltsam stark von ihr angezogen und sie schafft es, ihn erfolgreich zu bezirzen und zu küssen. Da es sich bei der unscheinbaren Frau um eine Meerjungfrau handelt, wird dadurch ein Fluch ausgelöst.
Seit diesem Vorfall ist Roma wie verändert. Durch den Kontakt mit Wasser oder dessen unmittelbarer Nähe hat die Meerjungfrau Einfluss auf den jungen Mann. Aber auch seine Verlobte, als unmittelbare Gegenspielerin, wird gepeinigt. Als sich die Vorfälle häufen, suchen die beiden Rat bei Romas Schwester. Daraufhin fahren sie zu ihrem Vater, mit dem sie seit gut 20 Jahre keinen Kontakt hat. Dieser erzählt von seinen Erfahrungen und dem Tod der Mutter. Da er der Gruppe nicht helfen will, fahren sie ohne ihn zum See, um der Meerjungfrau ihren Kamm zurückzugeben, den sie bei der ersten Begegnung mit Roma verloren hat, um sie zu besänftigen.
Leider lässt sich der Fluch dadurch nicht brechen. Erst später findet Marina heraus, dass die Macht der Meerjungfrau in ihren Haaren liegt. Roma begibt sich daher alleine an den See, um der Meerjungfrau vorzuspielen, er sei ihr nun endgültig verfallen. Dabei schafft er es, ihr die Haare abzuschneiden und den Fluch zu brechen.

## Hintergrund
Obwohl als Meerjungfrau übersetzt, handelt es sich bei dem Wesen um eine Rusalka, das ostslawische Pendant zur Nixe. Die Namen der Hauptrollen sind beide wasserbezogen: Roma Kitaev, dessen Freunde ihn beim Spitznamen Kit nennen, ist das russische Wort für Wal (кит). Der Name Marina ist die weibliche Form von Marinus, was der aus dem Meer stammende bedeutet.

## Kritik
„Der ist auf alle Fälle noch besser als nix(e).“

Als gelungen wird das glaubwürdige Auftreten aller Charaktere und die Maske hervorgehoben. Gelobt wird Regisseur Swjatoslaw Podgajewski, wie er mit Spielerei(en) […] das Wasserwesen immer wieder auf den Plan rufen kann und es werden Vergleiche mit Ring und Dark Water herangezogen. Kritisiert wird die bisweilen sehr kitschige Liebesbeziehung zwischen den Hauptcharakteren.